# سونغ كانغ
سونغ كانغ  (بالإنجليزية: Sung Kang) (مواليد 8 أبريل 1972 في غينسفيل، جورجيا، الولايات المتحدة) هو ممثل أمريكي منحدر من أصول كورية جنوبية بدأ مسيرته الفنية عام 1999.

## أفلام
- بيرل هاربر (فيلم)
- مونك
- السرعة والغضب: قيادة طوكيو، السرعة والغضب 4,السرعة والغضب 5,السرعة والغضب 6
- سي إس آي: ميامي
- نايت رايدر (مسلسل)

## روابط خارجية
- سونغ كانغ على موقع IMDb (الإنجليزية)
- سونغ كانغ على موقع ميتاكريتيك (الإنجليزية)
- سونغ كانغ على موقع روتن توميتوز (الإنجليزية)
- سونغ كانغ على موقع ألو سيني (الفرنسية)
- سونغ كانغ على موقع أول موفي (الإنجليزية)
- سونغ كانغ على موقع قاعدة بيانات الأفلام السويدية (السويدية)
- سونغ كانغ على موقع قاعدة بيانات الفيلم (الإنجليزية)
- سونغ كانغ على موقع كينوبويسك (الروسية)